# Melodije hrvatskog juga
Melodije hrvatskog juga je hrvatska glazbena manifestacija, festival zabavne glazbe koja se održava u Opuzenu od 1994. godine.
Umjetnički direktor festivala je Želimir Škarpona.
Melodije hrvatskog juga prvi su festival lakoglazbenih nota koji je pokrenut u samostalnoj Hrvatskoj. Pokrenuo ga je Jozo Mušan uz pomoć nekoliko entuzijasta. Festival se profilirao izraženim dalmatinskim senzibilitetom i ljubavlju prema njegovanju dalmatinske šansone.
Osim glavnih nagrada (Grand Prix, nagrada publike, nagrada žirija) na Festivalu se dodjeljuju i druge nagrade, te nagrada Vinko Coce koja je utemeljena nakon njegove smrti, a za najbolju pjesmu pisanu u dalmatinskom izričaju.

## Pobjednici
| Godina | Grand Prix festivala                                                 | Prva nagrada publike                                                                  | Prva nagrada žirija                             | Izvor  |
| ------ | -------------------------------------------------------------------- | ------------------------------------------------------------------------------------- | ----------------------------------------------- | ------ |
| 1994.  | (nema podataka)                                                      | (nema podataka)                                                                       | (nema podataka)                                 |        |
| ...    |                                                                      |                                                                                       |                                                 |        |
| 2008.  | Vinko Coce – „Dite sa škoja”                                         | (nema podataka)                                                                       | (nema podataka)                                 | [ 3 ]  |
| 2009.  | (nema podataka)                                                      | (nema podataka)                                                                       | (nema podataka)                                 |        |
| 2010.  | Lidija Bačić i klapa Grobnik – „Nisan sritna ja uz njega”            | Zoran Bebić – „Moj prijatelj”                                                         | Dražen Žanko – „Viruj ćaći”                     | [ 4 ]  |
| 2011.  | Davor Radolfi i klapa Maslina – „Božja arija”                        | (nema podataka)                                                                       | (nema podataka)                                 | [ 5 ]  |
| ...    |                                                                      |                                                                                       |                                                 |        |
| 2014.  | klapa Cambi – „Zapuvala je bura”                                     | Zoran Bebić-Beba, Tihomir Krstičević i klapa Luka Ploče – „Najlipše misto Neretve si” | Nenad Vetma – „U đardinu mog života”            | [ 6 ]  |
| 2015.  | Matko Jelavić – „Oprosti mi”                                         | Zdravko Škender i Tihomir Krstić – „Nek' zapiva bili galeb”                           | klapa Niko – „Čovik tvoj”                       | [ 7 ]  |
| 2016.  | Nevena Ereš-Gnječ i Branko Medak – „Moja Dalma”                      | Zoran Bebić – „Dite s Jadrana”                                                        | klapa Kastav – „Zalud pismu pivan”              | [ 8 ]  |
| 2017.  | Boris Oštrić – „Zar ne vidiš da mi fališ”                            | grupa Vertigo – „Neka pisma opuzenska leti”                                           | Branko Medak – „Imat’ tebe cilu”                | [ 9 ]  |
| 2018.  | Tri tenora (Branko Medak, Zoran Bebić, Marijan Zgonc) – „Tri gitare” | grupa Vertigo – „Još malo sunca”                                                      | ženska klapa Metkovke – „Kapetan duše”          | [ 10 ] |
| 2019.  | klapa Cambi – „Za tebe učinija bi’ sve”                              | Branko Medak i Zoran Bebić – „Pisma Vinku”                                            | Vivien Galletta – „Šećerna vodica”              | [ 11 ] |
| 2020.  | Nenad Vetma – „Za tobom je zaplakalo vrime”                          | Zdravko Škender – „Dalmacijo”                                                         | Trogirski kanti – „Materina spara”              | [ 12 ] |
| 2021.  | grupa Viva i klapa Dingač – „Pelješki dome”                          | Ivan Mustapić – „Ćuti se Dalmacija u meni”                                            | Vivian Galletta – „To nije svila”               | [ 13 ] |
| 2022.  | Zoran Bebić – „Dobro ti jutro”                                       | Johnny Gitara – „Doli na jugu”                                                        | Karin Kuljanić – „Ja ću doći prije zore”        | [ 14 ] |
| 2023.  | Revijalni 30. festival, natjecanje nije održano                      | Revijalni 30. festival, natjecanje nije održano                                       | Revijalni 30. festival, natjecanje nije održano | [ 15 ] |
| 2024.  | Johnny Gitara – „Stina moga starog dide”                             | Josip Kudin Tabakalo i klapa Na kantunu – „Misto moje”                                | Duško Šarić – „Moj anđele”                      | [ 16 ] |
| 2025.  | Rustica – „Pobjeda nam je suđena”                                    | Branko Medak – „Moj brat”                                                             | Ivan Rapić Inno – „Rasti sine moj”              | [ 17 ] |